# Ratataa
Ratataa è un film svedese del 1956 diretto da Hasse Ekman.